# Macédoine aux Jeux olympiques d'été de 2008
La Macédoine participe aux Jeux olympiques d'été de 2008 à Pékin.

## Athlètes engagés

### Athlétisme

#### Hommes
| Épreuve     | Athlète       | Séries   | Séries | Quarts de finale | Quarts de finale | Demi-finales | Demi-finales | Finale   | Finale |
| Épreuve     | Athlète       | Résultat | Rang   | Résultat         | Rang             | Résultat     | Rang         | Résultat | Rang   |
| ----------- | ------------- | -------- | ------ | ---------------- | ---------------- | ------------ | ------------ | -------- | ------ |
| Triple saut | Redzep Seiman | 15,29 m  | 19e    | -                | -                | -            | -            | -        | -      |

#### Femmes
| Épreuve    | Athlète       | Séries   | Séries | Quarts de finale | Quarts de finale | Demi-finales | Demi-finales | Finale   | Finale |
| Épreuve    | Athlète       | Résultat | Rang   | Résultat         | Rang             | Résultat     | Rang         | Résultat | Rang   |
| ---------- | ------------- | -------- | ------ | ---------------- | ---------------- | ------------ | ------------ | -------- | ------ |
| 100 mètres | Ivana Rozhman | 12,92    | 7e     | -                | -                | -            | -            | -        | -      |

### Canoe/Kayak
| Athlète           | Compétition | Éliminatoires | Éliminatoires | Demi-finales | Demi-finales | Finale A | Finale A |
| Athlète           | Compétition | Temps         | Rang          | Temps        | Rang         | Temps    | Rang     |
| ----------------- | ----------- | ------------- | ------------- | ------------ | ------------ | -------- | -------- |
| Atanas Nikolovski | K1          | 181.19 pts    | 19e           | -            | -            | -        | -        |